# Harvey (Western Australia)
Harvey ist eine rund 150 Kilometer südlich von Perth gelegene australische Kleinstadt mit etwa 2750 Einwohnern (Stand 2016). Nächstgrößere Stadt ist das 50 Kilometer westlich gelegene Bunbury.

## Verkehr
Die Stadt liegt am South Western Highway (Route 20), rund 15 Kilometer westlich verläuft die Old Coast Road.
Harvey ist Station der South Western Railway/Australind-Bahnlinie von Perth nach Bunbury.